# Premi al millor còmic infantil i juvenil del Saló Internacional del Còmic de Barcelona
El Premi al millor còmic infantil i juvenil del Saló Internacional del Còmic de Barcelona és un gardó anual que atorga Ficomic en el marc de la celebració del Saló del Còmic de Barcelona.
Es tracta del premi més jove del conjunt del palmarès, atorgat de 2019. El nou guardó fou introduït dins d'un context de canvis generals del Saló, implementats per Meritxell Puig, la nova directora des de 2018.
A partir de l'edició del 2025 el premi es va desdoblar, abandonant el títol genèric de "premi al millor còmic infantil i juvenil", i es va passar a entregar específicament a la categoria "infantil" i a la categoria "juvenil", esdevenint dos premis independents.
El premi compta amb una dotació econòmica de 2.000 euros.

## Palmarès
| 2019 | Infantil i juvenil                                    |                                                                |                                                                         |                        |
| 2019 | Infantil i juvenil                                    | El árbol que crecía en mi pared                                | Lourdes Navarro                                                         | Sallybooks             |
| 2019 | Infantil i juvenil                                    | GentPet                                                        | Álex Fuentes Damián Campanario                                          | Dibbuks                |
| 2019 | Infantil i juvenil                                    | Super Patata                                                   | Artur Laperla                                                           | Mamut Comics Bang      |
| 2019 | Infantil i juvenil                                    | Vampi                                                          | Jose Fonollosa                                                          | Grafito Editorial      |
| 2019 | Infantil i juvenil                                    | Zorglub. La hija de Z                                          | Jose Luis Munuera                                                       | Dibbuks                |
| 2020 | Edició cancel·lada degut a l'epidèmia per coronavirus |                                                                |                                                                         |                        |
| 2021 | Infantil i juvenil                                    |                                                                |                                                                         |                        |
| 2021 | Infantil i juvenil                                    | Astro-Ratón y Bombillita nº5: Retorno a una tierra desconocida | Fermín Solís                                                            | Bang Ediciones (Mamut) |
| 2021 | Infantil i juvenil                                    | Viaje a Xambala                                                | Guillermo Morales Paz, Yolanda Dib Cabello, David Pérez Gutiérrez, etc. | Grafito Editorial      |
| 2021 | Infantil i juvenil                                    | Leyendas del recreo 2: Campeones del mundo                     | El Hematocrítico, Albert Monteys                                        | Anaya                  |
| 2021 | Infantil i juvenil                                    | Lola & Blu: La Caja                                            | Lorenzo Montatore                                                       | Bang Ediciones (Mamut) |
| 2021 | Infantil i juvenil                                    | Uxío                                                           | Martín Romero                                                           | Astiberri              |
| 2022 | Infantil i juvenil                                    |                                                                |                                                                         |                        |
| 2022 | Infantil i juvenil                                    | Nicoleta y el misterio del colmillo                            | Katia Klein Rut Pedreño                                                 | Sallybooks             |
| 2022 | Infantil i juvenil                                    | En Claudi i la Llúcia contra l'Agència Fake                    | Cris Broquetas Max Vento                                                | Mamut Comics           |
| 2022 | Infantil i juvenil                                    | Home                                                           | Rut Pedreño                                                             | Sallybooks             |
| 2022 | Infantil i juvenil                                    | Mi primera invasión mundial                                    | Sergi Jiménez David Pérez                                               | Fandogamia             |
| 2022 | Infantil i juvenil                                    | Todo Dinokid                                                   | David Ramírez                                                           | Astronave (Norma)      |
| 2023 | Infantil i juvenil                                    |                                                                |                                                                         |                        |
| 2023 | Infantil i juvenil                                    | Menjant amb por                                                | Elisabeth Karin Pavón Rymer-Rythén                                      | Astronave (Norma)      |
| 2023 | Infantil i juvenil                                    | La petita gènia i la partida de Shatranj                       | Álvaro Ortiz                                                            | Astiberri              |
| 2023 | Infantil i juvenil                                    | Mandarina                                                      | Amelia Navarro                                                          | Nuevo Nueve            |
| 2023 | Infantil i juvenil                                    | Mikoo i el cinturó màgic                                       | Rafa Barragán Sandra Díaz                                               | Astronave (Norma)      |
| 2023 | Infantil i juvenil                                    | Perdidos en el futuro 1. La tempestad                          | Damián Àlex Fuentes                                                     | Astiberri              |
| 2024 | Infantil i juvenil                                    |                                                                |                                                                         |                        |
| 2024 | Infantil i juvenil                                    | Molly Wind: Bibliotecàries a cavall                            | Catalina González Vilar Toni Galmés                                     | Astronave (Norma)      |
| 2024 | Infantil i juvenil                                    | Cecília Van Helsing 3: El senyor que tenia una orella al front | Julio A. Serrano Juan José Cuerda                                       | Bang Ediciones         |
| 2024 | Infantil i juvenil                                    | Erwin, el gato cuántico                                        | Manuel Bartual                                                          | Beascoa                |
| 2024 | Infantil i juvenil                                    | La isla de Oko: Sonríe                                         | Katia Klein Rut Pedreño                                                 | ECC Ediciones          |
| 2024 | Infantil i juvenil                                    | Niko: Superinvents i grans bestieses                           | Paco Sordo                                                              | Kómikids               |
| 2025 | Infantil                                              |                                                                |                                                                         |                        |
| 2025 | Infantil                                              | La petita gènia i el monstre de la vall                        | Álvaro Ortiz                                                            | Astiberri              |
| 2025 | Infantil                                              | Can Desastre                                                   | Roberta Vázquez                                                         | Blackie Books          |
| 2025 | Infantil                                              | Cosmo en el espacio                                            | Javi de Castro                                                          | Astiberri              |
| 2025 | Infantil                                              | Malababa i les baies blaves                                    | Clara Soriano                                                           | Mamut                  |
| 2025 | Infantil                                              | Planeta PU 1. Canvi de plans                                   | Miguel Can Cecilia Moreno                                               | Liana Editorial        |
| 2025 | Juvenil                                               |                                                                |                                                                         |                        |
| 2025 | Noceà 3. Fissures                                     | Ricard Efa                                                     | Mai Més (en català) Astronave (en castellà)                             |                        |
| 2025 | Croqueta y empanadilla en Japón                       | Ana Oncina                                                     | Planeta Cómic                                                           |                        |
| 2025 | Gigantes 2. Fantasmas de invierno                     | Carlos Miguel Valderrama                                       | Astiberri                                                               |                        |
| 2025 | La leyenda de Hakutaku                                | Alba Cardona                                                   | ECC                                                                     |                        |
| 2025 | Witch Club                                            | Sandra Cardona                                                 | Astronave                                                               |                        |